# ベルリッツ・クルーズガイド
ベルリッツ・クルーズカイド (Berlitz Cruise Guide) とは、ベルリッツ社が発行しているクルーズに関するガイドブックの通称。ダグラス・ワード (Douglas Ward) 編纂。年1回の発行で、最新版として2016年11月に「Berlitz Cruising & Cruise Ships 2017 (Berlitz Cruise Guide)
25th Edition」が発行されている。
世界各地で運航されているクルーズ客船について、それぞれ星1から星5+（ファイブスター・プラス）まででランク付けしている。星3+以上の評価であれば、乗船して得られる満足度の確度はおおむね高いとされる。
イギリスで発行され、英語で記されている。日本語版は出版されていない。
クルーズのガイドブックとしてはもっとも権威の高いものであり、ホテルやレストランの分野におけるミシュランの「ミシュランガイド」と同じように、この本による評価が他の旅行ガイドブックなどでもしばしば取り上げられる。その一方、ワードが1人で評価しているものであり、彼の個人的な嗜好が星の数に反映されてしまっている、との声もある。
ちなみにミシュラン社はタイヤメーカーとして有名だが、この本を発行しているベルリッツ社は語学学校として有名である。

## 評価について
- まず、LARGE RESORT SHIP（乗客数1751人以上）、MID-SIZE SHIP（751-1750人）、SMALL SHIP（251-750人）、BOUTIQUE（250人以下）と乗客定員でクルーズ船を4つに分類している。
- 船の環境（500点）、部屋の質（200点）、食事の質（400点）、サービス（400点）、エンターテイメント（100点）、クルーズの体験（400点）の6項目で採点され、得点が高ければ高いほど評価が高いということになる。

## 特徴
- 同型船の場合（セレブレリティ・インフィニティとセレブリティ・ミレニアム）は星の数は同じであるが、よく見れば細かい得点に違いがある（インフィニティが1558点で、ミレニアムが1561点）。
- いわゆる高級客船がランキング上位を占めている。
- 一方、大型船では行けないところを行ける小型の探検船が下位ランクの上位を占めている。